# Железопътна линия 3 (България)
Главна железопътна линия № 3 Илиянци – Световрачане - Карлово – Казанлък - Сливен - Дъскотна - Дългопол - Варна-фериботна от националната железопътна мрежа на България е неудвоена железопътна линия, с изключение на удвоените участъци Тулово - Дъбово, Зимница - Лозарево, Ведрово - Люляково, Комунари – Юнак, електрифицирана, междурелсие 1435 mm. Дължина 514 km.
Първия участък от гара Зимница до Карнобат е построен като част от жп линия Ямбол – Карнобат и е открит през 1890 г., а последния участък Долно Камарци – Клисура е в редовна експлоатация от 1952 г.
В гара Илиянци линията прави връзка с жп линия 2 за София и Варна през Горна Оряховица и с жп линия 14 за „Биримирци“ и Волуяк, в гарите Световрачене, Кремиковци, Яна и Столник – с отклоненията свързващи я с МК „Кремиковци“ АД и жп линия 1 чрез гара Казичене, в гара Карлово с жп линия № 82 за Пловдив, в гарите Тулово и Дъбово – с жп линия 4 за Стара Загора и Горна Оряховица, в гара Зимница – с жп линия 8 за Ямбол, в гара Карнобат с жп линия 8 за Бургас, в гара Комунари – с жп линия 26 за гара Шумен, в гара Синдел с жп линия 2 за Варна. От гара Юнак е започвала жп линия 34 за Старо Оряхово, понастоящем закрита и демонтирана.

## История

### Илиянци – Карнобат
Въпросът за проучване на строежа на железопътната линия се повдига още през 1909 г. в редовната сесия на Народното събрание. Отпускат се и средства за това, а работата по проучването на линията от София до Сливен започват още същата година. Участъкът Сливен – Зимница е вече завършен и пуснат в експлоатация на 23 май 1907 г.
Въпреки голямото значение на магистралата цялостното ѝ построяване е затруднено основно от проучването на преминаването на трите вододела, които свързват Стара планина и Средна гора – седловините „Гълъбец“ между Камарската и Златишко-Пирдопската котловина, „Козница“ – между Златишко-Пирдопската и Карловска котловина и „Стражата“ при Калофер. Тези природни препятствия налагат службите по проучване на нови железопътни линии да правят многократни промени на проучените вече трасета и търсене на варианти и решения за преодоляването им в продължение на близо 30 години (от 1909 г.). През 1940 г. се приема окончателното трасе на линията от Макоцево до Сопот.
След Първата световна война се завършва строителството на отсечката Тулово – Казанлък с дължина около 15 km, и се пуска в експлоатация на 21 ноември 1921 г. Чрез нея Казанлък се свързва с линията Горна Оряховица – Тулово – Стара Загора (Главна жп линия 4).
Прокарването на останалата част от Подбалканската линия се урежда със Закона за разширение на железопътната мрежа от 1923 г., допълнен през 1925 г. И в двата закона обаче, линията се разглежда не като главна, а като второстепенна. Това схващане се отразява по-нататък най-вече на параметрите на отсечките Дъбово – Сливен и Илиянци – Макоцево.
Участъкът Дъбово – Твърдица (дължина 26,4 km) е въведен в експлоатация на 18 ноември 1928 г., а Твърдица – Сливен (дължина 44,1 km) – на 7 декември 1930 г.
По същото време започва и строежът на отсечката Илиянци – Макоцево с дължина около 46 km. Тя е завършена и пусната в експлоатация на 6 декември 1931 г.
И в двата участъка са допуснати криви с малки радиуси – около 250 – 300 m и максимален наклон 15 ‰. Допуснати са излишни качвания и слизания на линията по терена, особено при преминаването на реките, основно за да се получи по-малка височина на мостовете и да се намали обемът на земно-изкопните работи. Дължините на гаровите платформи и коловози са недостатъчни.
В периода 1925 – 1934 г. започва строежът и на други части от Подбалканската линия между Макоцево и Казанлък. Работи се основно със средства и трудова повинност от заинтересованото население. Извършеното през този период е незначително, в незавършен вид, а от 1934 до 1938 г. по линията въобще не се работи.
През 1937 – 1938 г. се правят нови проучвания за участъка Карлово – Калофер – Казанлък и се установява ново трасе. За разлика от старото то преминава вододела „Стражата“ без тунели, по-ниско е с 51 m и е с около 2100 m по-късо от старото, като предлага и редица други предимства.
За осъществяване на строителството по новото трасе Карлово – Казанлък през пролетта на 1938 г. се създават две строителни секции – в Карлово и в Казанлък. Едновременно с тяхното организиране се изготвят плановете и се извършва трасиране на линията. За година и половина се извършват 990 000 m3 землени и скални работи, 21 300 m3 зидарии на мостове, водостоци и подпорни стени.
Участъкът с дължина 58,8 km между Карлово и Казанлък е завършен и се пуска в експлоатация на 3 октомври 1939 г.
По това време се строи и отсечката в западна посока Карлово – Сопот с дължина 5,630 km, която започва да се експлоатира от 20 ноември 1939 г.
Строителството на отсечката Сопот – тунел „Козница“ започва през пролетта на 1941 г. Поради неритмично финансиране строителните работи вървят бавно. Завършени са само землените работи и съоръженията от гара Сопот до гара Розино и е положена част от релсовия път.
Окончателното завършване на Подбалканската линия става след 9 септември 1944 г.. Строителството започва от двете страни – откъм Макоцево и откъм Сопот. На 14 септември 1947 г. е пуснат в експлоатация участъкът Сопот – Клисура, а през 1949 г. – и междугарието Макоцево – Долно Камарци. Едновременно с това се работи и по най-сложната част на трасето Долно Камарци – Клисура, по което трябва да се изградят големи мостове и тунели.
Дотогава в България не са правени предварителни основни геоложки проучвания за подобен род съоръжения, а строежът им се извършва предимно ръчно или с помощта на малка и недостатъчна механизация. През 1949 г. в тунела „Козница“ са прокопани 923 m, през 1950 г. строителите достигат 1723 m. На 6 юни 1951 г. пробивът на най-дългия железопътен тунел в България (5808,5 m) е изцяло завършен. Тунелът „Гълъбец“ е пробит на 2 ноември 1951 и окончателно завършен на 21 ноември 1951 г. До края на 1951 г. се завършват строителните работи и се полага релсовият път в участъка Долно Камарци – Клисура. Тази част от линията е строена с минимален радиус 500 m и максимален наклон 15 ‰. Първият влак преминава по трасето на 7 септември 1952, а тържественото откриване на Подбалканската линия става на 21 декември 1952 г.

### Карнобат – Синдел
Строителството на железопътната линия Карнобат – Комунари – Синдел започва от гара Карнобат към Лозарево през 1916 г. и продължава до 1918 г. Извършена е голяма част от землените работи и съоръженията, но е прекратено. Подновено е през 1937 г. и се осъществява на два подетапа (Карнобат – Комунари и Комунари – Юнак).
Проучването на участъка Карнобат – Комунари се извършва през 1937 г., а в същата година започва и строителството. За редовна експлоатация е предаден през 1942 г. Дължината му е 87,387 km, с минимален радиус на кривите 400 m, максимален наклон 12 ‰.
Трасето на линията пресича няколко пъти река Луда Камчия и нейните притоци с масивни мостове. Построени са 4 тунела с обща дължина 780 m и много укрепителни съоръжения.
Участъкът Комунари – Юнак е трасиран през 1940 г. Строи се от 1940 до края на 1943 г., когато е предаден за редовна експлоатация. Трасето на линията след гара Комунари се развива от лявата страна на река Голяма Камчия в близост до селищата Боряна, Дългопол, Величково и Нова Шипка. След пресичане с надлез на железопътното отклонение Синдел – Старо Оряхово се включва в гара Юнак. Това пресичане не съществува от много години поради изместването на трасето при удвояването на участъка, а отклонението за Старо Оряхово е демонтирано.
Участъкът Комунари – Юнак е с дължина 35,433 km, с минимален радиус на кривите 500 m, максимален наклон 12 ‰.
Междугарието Юнак – Синдел е част от линията Синдел – Старо Оряхово с дължина 4,010 km, построено през 1920 г.
През 60-те години във Варненското езеро са построени пристанища за разтоварване на въглища за ТЕЦ „Варна“ и пристанище за разтоварване на дървен материал, свързано с железопътен клон с гара Езерово. Към 1970 г. в Белославското езеро се изгражда Терминал-запад на Пристанище „Варна“, което обслужва Девненската промишлена зона и поема част от нарастващия обем на масови товари от Терминал-изток. Линията от гара Разделна до гара Страшимирово се измества от другата страна на Белославското езеро. Създават се нови гари Разделна и Повеляново, с които се свързват пристанищните коловози, а частта от линията Белослав – Страшимирово е демонтирана.
През 1978 г. е завършен канал за големи морски и ферибоотни кораби. В района на Терминал Варна-запад е създаден Фериботен комплекс Варна, състоящ се от пирс за акостиране на фериботни кораби и предфериботна гара (Варна-фериботна). Гарата има няколко коловозни групи и съоръжения за обработване на вагони, пристигащи с фериботните кораби и подготвянето им за вътрешността на страната и за страните от бившия СССР – смяна на талиги, претоварване на част от вагоните, композиране и разкомпозиране на влакове и др. Построена е и гара Синдел-разпределителна за обработване на вагоните от Девненската промишлена зона, от Терминал Варна-запад и от фериботния комплекс.

#### Проект за реконструкция на трасето
Проектът за удвояване и електрификация на линията е разработен в периода 1982 – 1990 г. от „Транспроект“ – София. Самото строителство започва през 1985 г., като до настоящия момент са удвоени, електрифицирани и въведени в експлоатация 9 междугария (от общо 17), с обща дължина 71 km (от общо 123 km).
Част от съоръженията са:
- три тунела за двупътно движение:

– Тунел № 1 с дължина 2614 m в междугарието Лозарево – Прилеп (в процес на изграждане);
– Тунел № 2 с дължина 460 m (изграден и въведен в експлоатация);
– Тунел № 3 с дължина 482 m в междугарието Завет – Търнак (изграден и въведен в експлоатация);
- три жп естакади през язовир Цонево в междугарието Търнак – Аспарухово с дължини 80 m, 210 m и 420 m (изградени и временно въведени в експлоатация, предстои въвеждане в редовна експлоатация).

Удвояването на линията е завършено в участъците Карнобат – Лозарево, Ведрово – Люляково, Струя – Аспарухово и Комунари – Юнак. Основните работи, които предстоят са:
- изместване трасето на линията в междугарието Юнак – Синдел. Това налага построяване на два моста над Провадийска река и два надлеза над автомобилни пътища;
- изцяло ново трасе в участъка Люляково – Дъскотна с изграждане на 7 моста с обща дължина 1052,4 m и 2 пътни надлеза. В този участък дължината на линията се скъсява с над 2 km и повишаване скоростта на движение от 85 на 130 km/h;
- в участъка Дъскотна – Търнак се предвижда построяване на 7 нови моста, 2 пътни подлеза и една жп естакада с обща дължина около 440 m, и изцяло нови жп гара Търнак и спирка Дъскотна;
- в участъка Лозарево – Прилеп се предвижда пълна реконструкция на гара Лозарево и изграждане на изцяло ново трасе. Сегашната дължина от около 12,7 km се намалява с около 5,6 km. Това се постига основно от реализацията на най-дългия двоен железопътен тунел (2614 m) в България и на Балканския полуостров.

Проектното трасе е с параметри, гарантиращи скорост 130 km/h, минимален радиус на хоризонталните криви 800 m и максимален надлъжен наклон 15 ‰.
По ред причини, основно финансови, работата по удвояването е почти прекратена.

## Електрификация
През 1968 г. е въведен в експлоатация електрифицираният участък София – Карлово, през 1969 г. завършва електрификацията на участъка Карлово – Тулово, а през 1970 г. – Тулово – Чумерна. Поради липса на габарит на тунела в междугарието Чумерна – Гаврилово електрифицирането на отсечката Чумерна – Сливен се забавя. Разработван е дори проект за построяването на нов тунел, но с усилията на специалистите от Дирекцията за електрификация на железниците, съвместно с Железопътно управление – Пловдив проблемът е отстранен. Електрификацията на целия участък е завършена през 1971 г.
През 1975 г. е завършена и електрификацията на линията участъка Карнобат – Варна, а с това и цялата линия от София до Варна.

## Факти
- Линията Карнобат – Комунари – Синдел е третата връзка на северните с южните железопътни линии през Балкана;
- Разстоянието от София до Варна през Карлово – Карнобат се скъсява с 25,100 km в сравнение с линията София – Горна Оряховица – Варна;
- Разстоянието от София до Бургас през Илиянци/Карлово се скъсява с 29,575 km, а през Казичене/Столник – с 34,390’km, в сравнение с линията София – Пловдив – Варна;
- За увеличаване на пропускателната способност, повишаване сигурността на движението и производителността на труда в участъка София – Карлово от 1972 г. монтирана диспечерска централизация тип „ЧДЦ66“, производство на бившия СССР. За управление на превозите са обособени два диспечерски кръга: Илиянци – Златица и Пирдоп – Карлово. Управлението се извършва от отделни пулт-манипулатори и общо светосхемно табло с коловозните развития на всички гари в участъка, като е създадена възможност за поемане на управлението от който и да е пулт при повреда на другия. С изключение на гарите Илиянци, Обединена, Златица и Карлово, които са с местно управление, останалите са съоръжени предимно с маршрутно-релейни централизации за управление тип „руска блочна“, и са включени към централното управление. Захранването с електрическо напрежение на участъка се осъществява от отделен трифазен далекопровод. Междугарията са били съоръжени с „ЧКАБ“ – числово-кодова автоблокировка, също разработка на бившия СССР. Дължината на отделните блок-участъци е от 1000 до 1500 m. Поради посегателства върху съоръженията на системата до Златица е съоръжен с автоблокировка с броячи на оси. Повечето железопътни прелези не са обвързани със системата и за това гарите не се управляват от централния пост. Поради неотпускане на средства за модернизиране или поне за поддръжката ѝ в днешно време системата е с намалени възможности, като на централно управление са гарите от Пирдоп до Карлово, а останалите отново са на местно управление.

## Железопътни връзки в ЖП възел София

### 31 линия
Железопътната връзка между гарите Световрачене и Курило е въведена в експлоатация през 1976 г. във връзка с дейността на металургичния комбинат „Кремиковци“ АД. Предназначението му е директните товарни влакове между МК Кремиковци и пристанище Лом да не преминават през гара Илиянци. Дължината му е около 5,873 km, електрифицирано. Използва се много активно до спирането на МК Кремиковци. След това не се използва често и е с демонтирана контактна мрежа. През 2023 г. линията е рехабилитирана, електрифицирана и отново въведена в експлоатация. 

### 32 линия
Железопътно отклонение Мусачево – Яна – Обединена – Кремиковци. Железопътната връзка е построена през 1963 г. като отклонение от линията Казичене – Столник (линия 33). Целта е да се свърже по по-къс път гара „Подуяне – разпределителна“ (вече закрита поради намален обем на работа) и гара София с гара „Обединена“ на металургичния комбинат „Кремиковци“ АД. Дължината ѝ е 4,941 km, с минимален радиус на кривите 400 m и максимален наклон 14,3 ‰.
Гара „Обединена“ е свързващата гара на националната железопътна мрежа с вътрешнозаводската на металургичния комбинат „Кремиковци“ АД. Тя се използва като приемно-предавателна площадка, от която заводските маневрени локомотиви вземат пристигналите влакови състави и отделни вагони и ги развозват по предназначение.
Вагоните с готова продукция и празните състави и вагони се подават от заводските локомотиви обратно на гара „Обединена“, на която с маневрени локомотиви на БДЖ се подготвят маршрутни влакове и групи по предназначение. Гарата е обслужвала и специалните пътнически влакове с трудещи се от комбината. Поради прекратяването дейността на комбината гарата е с многократно намалени обеми работа и към 2016 г. е закрита за служба по движението.

### 33 линия
Железопътно отклонение Казичене – Столник. След завършване и пускане в експлоатация на Подбалканската линия, се предвижда създаване на втора възможност за излизане от гара София в източна посока. Правят се две проучвания: направление Казичене – Елин Пелин – Горна Малина, а второто Казичене – Мусачево – Столник. Приема се второто направление, построено и открито през 1963 г.
Тази железопътна връзка създава възможност товарите от гара Подуяне – разпределителна, за направление Бургас и обратно да не преминават през гара Илиянци. Така се постига скъсяване на разстоянието (и времепътуването) с 18 km и се облекчава силно натовареният железопътен участък Илиянци – Яна. За пътническите влакове времепътуването от гара София към Бургас и обратно се съкращава с около 15 минути. Участъкът Казичене – Мусачево – Столник е с минимален радиус на кривите 800 m, за скорост 120 km/h и максимален наклон 15 ‰.

## Технически съоръжения по железопътната линия

### Гари и разделни постове
| име на гарата          | приемно-отправни коловози (ПОК) | приемно-отправни коловози (ПОК) | приемно-отправни коловози (ПОК) | осигурителна инсталация |
| име на гарата          | брой ПОК                        | максимална полезна дължина      | минимална полезна дължина       | осигурителна инсталация |
| ---------------------- | ------------------------------- | ------------------------------- | ------------------------------- | ----------------------- |
| Илиянци                | 9                               | 761                             | 511                             | МРЦ                     |
| Световрачене           | 3                               | 648                             | 576                             | МРЦ                     |
| Кремиковци             | 3                               | 634                             | 599                             | МРЦ                     |
| Яна                    | 2                               | 720                             | 660                             | МРЦ                     |
| РП Мусачево            | 2                               | 726                             | 621                             | МРЦ                     |
| Столник                | 4                               | 623                             | 586                             | МРЦ                     |
| Саранци                | 3                               | 690                             | 619                             | МРЦ                     |
| Макоцево               | 3                               | 642                             | 608                             | МРЦ                     |
| Долно Камарци          | 3                               | 674                             | 618                             | МРЦ                     |
| Мирково                | 3                               | 616                             | 606                             | МРЦ                     |
| Златица                | 4                               | 730                             | 633                             | МРЦ                     |
| Пирдоп                 | 5                               | 702                             | 607                             | МРЦ                     |
| Антон                  | 3                               | 636                             | 620                             | МРЦ                     |
| Копривщица             | 3                               | 613                             | 519                             | МРЦ                     |
| Стряма                 | 2                               | 709                             | 620                             | МРЦ                     |
| Клисура                | 3                               | 622                             | 610                             | МРЦ                     |
| Христо Даново          | 3                               | 636                             | 546                             | МРЦ                     |
| Сопот                  | 2                               | 662                             | 608                             | МРЦ                     |
| Карлово                | 8                               | 821                             | 589                             | МРЦ                     |
| Ботев                  | 4                               | 783                             | 580                             | МРЦ                     |
| Калофер                | 3                               | 698                             | 625                             | МРЦ                     |
| Тъжа                   | 2                               | 629                             | 625                             | МРЦ                     |
| Сахране                | 3                               | 725                             | 690                             | МРЦ                     |
| Дунавци                | 2                               | 620                             | 618                             | МРЦ                     |
| Казанлък               | 5                               | 737                             | 579                             | МРЦ                     |
| Черганово              | 3                               | 714                             | 600                             | МРЦ                     |
| Тулово                 | 8                               | 720                             | 625                             | МРЦ                     |
| Дъбово                 | 4                               | 814                             | 491                             | МРЦ                     |
| Гурково                | 2                               | 638                             | 607                             | МРЦ                     |
| Твърдица               | 3                               | 644                             | 584                             | МРЦ                     |
| Чумерна                | 3                               | 703                             | 640                             | МРЦ                     |
| Шивачево               | 3                               | 648                             | 469                             | МРЦ                     |
| Гавраилово             | 3                               | 746                             | 610                             | МРЦ                     |
| Чинтулово              | 2                               | 722                             | 722                             | МРЦ                     |
| Сливен                 | 5                               | 686                             | 541                             | МРЦ                     |
| Желю войвода           | 2                               | 632                             | 619                             | МРЦ                     |
| Зимница                | 5                               | 779                             | 637                             | МРЦ                     |
| Стралджа               | 3                               | 846                             | 844                             | МРЦ                     |
| Церковски              | 4                               | 780                             | 665                             | МРЦ                     |
| Карнобат               | 12                              | 1136                            | 342                             | МРЦ                     |
| Лозарево               | 3                               | 649                             | 545                             | МРЦ                     |
| Подвис                 | 3                               | 550                             | 460                             | МРЦ                     |
| РП Ведрово             | 2                               | 580                             | 580                             | МРЦ                     |
| Завет                  | 4                               | 795                             | 712                             | МРЦ                     |
| РП Люляково            | 2                               | 695                             | 685                             | МРЦ                     |
| Дъскотна               | 3                               | 650                             | 593                             | МРЦ                     |
| Търнак                 | 2                               | 558                             | 530                             | МРЦ                     |
| РП Струя               |                                 |                                 |                                 |                         |
| Аспарухово             | 2                               | 710                             | 656                             | МРЦ                     |
| Комунари               | 3                               | 650                             | 593                             | МРЦ                     |
| Дългопол               | 4                               | 1170                            | 740                             | МРЦ                     |
| Величково              | 4                               | 768                             | 685                             | МРЦ                     |
| Юнак                   | 4                               | 863                             | 726                             | МРЦ                     |
| Синдел                 | 5                               | 647                             | 597                             | МРЦ                     |
| Синдел разпределителна | 15                              | 900                             | 540                             | МРЦ                     |
| Варна фериботна        | 7                               | 685                             | 550                             | МРЦ                     |

### Мостове
| междугарие                  | път №  | намира се на km   | обща дължина, m | изграден от     | препятствие  |
| --------------------------- | ------ | ----------------- | --------------- | --------------- | ------------ |
| Илиянци – Световрачене      |        | 4+532             | 114,20          | стомана         | р. Искър     |
| Илиянци – Световрачене      |        | 4+992             | 88,70           | стомана         | р. Лесновска |
| Световрачене – Кремиковци   |        | 7+251             | 17,00           | стоманобетон    | дере         |
| Световрачене – Кремиковци   |        | 7+830             | 14,00           | стомана         | река         |
| Световрачене – Кремиковци   |        | 8+010             | 17,30           | стомана         | река         |
| Световрачене – Кремиковци   |        | 11+804            | 15,00           | стоманобетон    | река         |
| Световрачене – Кремиковци   |        | 14+950            | 13,00           | стоманобетон    | път          |
| Яна – Столник               |        | 22+730            | 28,00           | стомана         | река и път   |
| Яна – Столник               |        | 28+305            | 49,80           | стомана         | река         |
| Столник – Саранци           |        | 33+025            | 9,00            | стоманобетон    | река         |
| Столник – Саранци           |        | 37+385            | 40,00           | стоманобетон    | река         |
| Столник – Саранци           |        | 39+270            | 26,80           | стоманобетон    | река         |
| Саранци – Макоцево          |        | 43+600            | 13,20           | стоманобетон    | река         |
| Саранци – Макоцево          |        | 46+880            | 53,50           | стоманобетон    | река         |
| Макоцево – Долно Камарци    |        | 49+750            | 117,00          | стоманобетон    | река         |
| Макоцево – Долно Камарци    |        | 51+874            | 101,00          | стоманобетон    | река         |
| Долно Камарци – Мирково     |        | 55+369            | 31,50           | стоманобетон    | път          |
| Долно Камарци – Мирково     |        | 59+790            | 11,00           | стоманобетон    | река         |
| Долно Камарци – Мирково     |        | 60+855            | 106,40          | стоманобетон    | река         |
| Долно Камарци – Мирково     |        | 66+500            | 9,60            | стоманобетон    | река         |
| гара Мирково                | 2 кол. | 67+548            | 18,30           | стоманобетон    | река         |
| Мирково – Златица           |        | 75+519            | 18,50           | стоманобетон    | път и река   |
| Мирково – Златица           | 78+063 | 24,50             | стоманобетон    | река            |              |
| Златица – Пирдоп            |        | 80+613            | 17,00           | стоманобетон    | река         |
| Златица – Пирдоп            |        | 83+080            | 9,40            | стоманобетон    | път          |
| Пирдоп – Антон              | 2 кол. | 84+601            | 8,20            | стоманобетон    | река         |
| Пирдоп – Антон              |        | 89+023            | 20,30           | стоманобетон    | река         |
| Антон – Копривщица          |        | 92+578            | 16,30           | стоманобетон    | река         |
| Антон – Копривщица          |        | 93+451            | 16,80           | стоманобетон    | река         |
| Антон – Копривщица          |        | 94+523            | 9,50            | стоманобетон    | река         |
| Антон – Копривщица          |        | 99+349            | 140,00          | стоманобетон    | река         |
| Антон – Копривщица          |        | 99+647            | 145,30          | стоманобетон    | река         |
| Копривщица – Стряма         | 5 кол. | 100+278           | 24,00           | стоманобетон    | река         |
| Стряма – Клисура            |        | 114+178           | 124,00          | стоманобетон    | река         |
| Стряма – Клисура            |        | 114+648           | 9,00            | стоманобетон    | река         |
| Стряма – Клисура            |        | 115+363           | 155,30          | стоманобетон    | река         |
| Клисура – Христо Даново     |        | 120+050           | 36,70           | стоманобетон    | река         |
| Клисура – Христо Даново     |        | 121+732           | 47,30           | стоманобетон    | река         |
| Клисура – Христо Даново     |        | 128+345           | 45,20           | стоманобетон    | река         |
| Клисура – Христо Даново     |        | 128+772           | 44,50           | стоманобетон    | река         |
| Сопот – Карлово             |        | 145+093 / 147+970 | 18,00           | стоманобетон    | река         |
| Сопот – Карлово             |        | 148+668           | 15,20           | стомана         | река         |
| Карлово – Ботев             |        | 147+397           | 33,70           | стоманобетон    | река         |
| Карлово – Ботев             |        | 153+475           | 13,00           | стоманобетон    | река         |
| Карлово – Ботев             |        | 153+958           | 32,10           | стоманобетон    | река         |
| Ботев – Калофер             |        | 156+408           | 27,50           | стоманобетон    | река         |
| Ботев – Калофер             |        | 156+588           | 9,20            | стоманобетон    | шосе         |
| Калофер – Тъжа              |        | 169+010           | 29,80           | стоманобетон    | река         |
| Калофер – Тъжа              |        | 188+094           | 23,50           | стоманобетон    | река         |
| Тъжа – Сахране              |        | 181+489           | 14,60           | стоманобетон    | река         |
| Тъжа – Сахране              |        | 188+094           | 23,50           | стоманобетон    | река         |
| Сахране – Дунавци           |        | 192+608           | 18,30           | стоманобетон    | река         |
| Сахране – Дунавци           |        | 193+527           | 10,60           | стоманобетон    | река         |
| Дунавци – Казанлък          |        | 199+064           | 21,40           | стоманобетон    | река         |
| Дунавци – Казанлък          |        | 203+910           | 42,00           | стоманобетон    | шосе         |
| Казанлък – Черганово        |        | 206+362           | 23,70           | стомана         | река         |
| Черганово – Тулово          |        | 215+565           | 22,80           | стомана         | река         |
| Черганово – Тулово          |        | 218+756           | 18,50           | стомана         | река         |
| Тулово – Дъбово             | 1      | 224+665           | 17,20           | стоманобетон    | река         |
| Тулово – Дъбово             | 1      | 227+000           | 15,00           | стоманобетон    | дере         |
| Дъбово – Николаево          |        | 230+250           | 57,00           | стоманобетон    | река         |
| Дъбово – Николаево          |        | 231+816           | 27,70           | стомана         | река         |
| Дъбово – Николаево          |        | 235+814           | 17,00           | стоманобетон    | река         |
| Николаево – Гурково         |        | 53,10             | стомана         | река            |              |
| Гурково – Твърдица          |        | 247+551           | 17,40           | стомана         | дере         |
| Гурково – Твърдица          |        | 247+840           | 29,20           | стомана         | река         |
| Гурково – Твърдица          |        | 251+796           | 22,00           | стомана         | река и път   |
| Твърдица – Шивачево         |        | 254+573           | 29,90           | стомана         | река         |
| Твърдица – Шивачево         |        | 262+762           | 17,30           | стомана         | дере         |
| Твърдица – Шивачево         |        | 266+133           | 15,70           | стомана         | дере         |
| Чумерна – Гавраилово        |        | 270+900           | 43,00           | стоманобетон    | река         |
| Чумерна – Гавраилово        |        | 273+519           | 24,00           | каменна зидария | река         |
| Чумерна – Гавраилово        |        | 276+857           | 21,50           | стоманобетон    | река         |
| Чумерна – Гавраилово        |        | 278+345           | 14,55           | стомана         | дере         |
| Чумерна – Гавраилово        |        | 279+742           | 21,40           | стоманобетон    | дере         |
| Чинтулово – Сливен          |        | 289+600           | 18,00           | стоманобетон    | нап. канал   |
| Чинтулово – Сливен          |        | 292+270           | 19,20           | стоманобетон    | нап. канал   |
| Чинтулово – Сливен          |        | 296+461           | 87,30           | стоманобетон    | река и път   |
| Чинтулово – Сливен          |        | 301+265           | 20,30           | стоманобетон    | река         |
| Сливен – Желю войвода       |        | 305+669           | 25,70           | стомана         | река         |
| Сливен – Желю войвода       |        | 310+322           | 17,70           | стоманобетон    | река         |
| Сливен – Желю войвода       |        | 312+092           | 19,20           | стоманобетон    | нап. канал   |
| Зимница – Стралджа          | 1 и 2  | 199+650           | 34,60           | стоманобетон    | път          |
| Стралджа – Церковски        | 1 и 2  | 206+815           | 17,80           | стоманобетон    | шосе         |
| Стралджа – Церковски        | 1 и 2  | 210+609           | 40,50           | стоманобетон    | път и река   |
| Церковски – Карнобат        | 1 и 2  | 225+754           | 47,30           | стоманобетон    | река         |
| гара Карнобат               | 1 и 2  | 232+230           | 12,20           | стоманобетон    | дере         |
| Карнобат – Лозарево         | 1 и 2  | 2+802             | 22,80           | стоманобетон    | река         |
| Лозарево – Подвис           |        | 19+973            | 7,00            | стоманобетон    | път          |
| Подвис – РП Ведрово         | 1 и 2  | 30+400            | 9,00            | стоманобетон    | път          |
| РП Ведрово – Завет          | 1 и 2  | 35+652            | 23,60           | стоманобетон    | път          |
| РП Ведрово – Завет          | 1      | 37+937            | 58,00           | стоманобетон    | река         |
| РП Ведрово – Завет          | 2      | 37+937            | 81,20           | стоманобетон    | река         |
| Завет – РП Люляково         | 1 и 2  | 42+750            | 35,20           | стоманобетон    | път          |
| Завет – РП Люляково         | 1 и 2  | 45+250            | 110,00          | стоманобетон    | река         |
| РП Люляково – Дъскотна      |        | 54+265            | 95,60           | стоманобетон    | река         |
| РП Люляково – Дъскотна      |        | 56+302            | 38,60           | стоманобетон    | река         |
| гара Дъскотна               |        | 58+519            | 32,45           | стоманобетон    | река         |
| Дъскотна – Търнак           |        | 59+263            | 21,60           | стоманобетон    | път          |
| Дъскотна – Търнак           |        | 62+193            | 118,00          | стоманобетон    | път и река   |
| Дъскотна – Търнак           |        | 62+491            | 48,00           | стоманобетон    | река         |
| Търнак – РП Струя           |        | 68+735            | 6,80            | стоманобетон    | река         |
| РП Струя – Аспарухово       | 2      | 73+711            | 28,50           | стоманобетон    | път          |
| РП Струя – Аспарухово       | 2      | 74+750            | 240,00          | стоманобетон    | язовир       |
| РП Струя – Аспарухово       | 2      | 75+857            | 210,00          | стоманобетон    | язовир       |
| РП Струя – Аспарухово       | 2      | 76+787            | 420,00          | стоманобетон    | язовир       |
| гара Комунари               | 1      | 82+758            | 12,00           | стоманобетон    | път          |
| Комунари – Дългопол         | 1 и 2  | 84+965            | 10,50           | стоманобетон    | път          |
| Комунари – Дългопол         | 1 и 2  | 85+938            | 11,00           | стоманобетон    | път          |
| Комунари – Дългопол         | 1      | 86+100            | 137,00          | стоманобетон    | река         |
| Комунари – Дългопол         | 2      | 86+100            | 120,00          | стоманобетон    | река         |
| Комунари – Дългопол         | 1 и 2  | 88+640            | 6,90            | стоманобетон    | дере         |
| гара Дългопол               | 1 и 2  | 92+816            | 12,00           | стоманобетон    | дере         |
| Дългопол – Величково        | 1 и 2  | 94+620            | 16,00           | стоманобетон    | река         |
| Дългопол – Величково        | 1 и 2  | 96+630            | 16,30           | стоманобетон    | дере         |
| гара Величково              | 1 и 2  | 101+433           | 9,00            | стоманобетон    | път          |
| гара Величково              | 1 и 2  | 101+922           | 9,20            | стоманобетон    | път          |
| сп. Нова шипка – Юнак       | 1 и 2  | 109+082           | 38,80           | стоманобетон    | път          |
| сп. Нова шипка – Юнак       | 1 и 2  | 116+450           | 9,00            | стоманобетон    | път          |
| Юнак – Синдел               |        | 120+942           | 11,50           | стомана         | дере         |
| гара Синдел разпределителна |        | 125+910           | 6,10            | стоманобетон    | път          |
| Синдел – Варна фериботна    | 1      | 127+200           | 112,400         | стоманобетон    | река         |
| Синдел – Разделна           | 2      | 127+200           | 112,400         | стоманобетон    | река         |
| гара Варна фериботна ПОП    |        | 129+429           | 62,30           | стоманобетон    | река         |
| гара Варна фериботна        |        | 131+034           | 31,50           | стоманобетон    | дере         |

### Тунели
| №  | път № | междугарие               | тунел № | от km   | до km   | дължина, m | построен |
| -- | ----- | ------------------------ | ------- | ------- | ------- | ---------- | -------- |
| 1  |       | Макоцево – Долно Камарци | 1       | 48+902  | 49+029  | 127,18     | 1950     |
| 2  |       | Макоцево – Долно Камарци | 2       | 52+071  | 52+217  | 146,00     | 1950     |
| 3  |       | Долно Камарци – Мирково  | 3       | 56+606  | 59+640  | 3034,00    | 1951     |
| 4  |       | Долно Камарци – Мирково  | 4       | 64+641  | 64+887  | 245,95     | 1950     |
| 5  |       | Антон – Копривщица       | 5       | 98+376  | 98+436  | 60,25      | 1950     |
| 6  |       | Антон – Копривщица       | 6       | 98+792  | 98+853  | 61,90      | 1951     |
| 7  |       | Копривщица – Стряма      | 7       | 100+527 | 106+339 | 5812,16    | 1951     |
| 8  |       | Стряма – Клисура         | 8       | 107+963 | 108+190 | 227,02     | 1950     |
| 9  |       | Стряма – Клисура         | 9       | 111+150 | 113+000 | 1849,68    | 1950     |
| 10 |       | Стряма – Клисура         | 10      | 113+174 | 113+748 | 574,60     | 1950     |
| 11 |       | Стряма – Клисура         | 11      | 113+882 | 114+120 | 237,90     | 1949     |
| 12 |       | Стряма – Клисура         | 12      | 114+303 | 114+595 | 292,90     | 1949     |
| 13 |       | Стряма – Клисура         | 13      | 114+688 | 115+255 | 567,94     | 1948     |
| 14 |       | Чумерна – Гавраилово     | 14      | 275+309 | 275+494 | 185,00     | 1929     |
| 15 | 1     | РП Люляково – Дъскотна   | 1       | 48+014  | 48+268  | 254,00     | 1941     |
| 16 | 2     | РП Люляково – Дъскотна   | 2       | 54+761  | 55+106  | 345,00     | 1996     |

### Максимално допустими скорости (към 29.05.2022 г.)
| от гара                | до гара                | път 1 | път 2 |
| ---------------------- | ---------------------- | ----- | ----- |
| Илиянци                | Кремиковци             | 60    | –     |
| Кремиковци             | Яна                    | 40    | –     |
| Яна                    | Саранци                | 80    | –     |
| Саранци                | Макоцево               | 75    | –     |
| Макоцево               | Мирково                | 85    | –     |
| Мирково                | Златица                | 90    | –     |
| Златица                | Антон                  | 100   | –     |
| Антон                  | Копривщица             | 80    | –     |
| Копривщица             | Стряма                 | 100   | –     |
| Стряма                 | Клисура                | 85    | –     |
| Клисура                | Христо Даново          | 100   | –     |
| Христо Даново          | Сопот                  | 120   | –     |
| Сопот                  | Карлово                | 80    | –     |
| Карлово                | Ботев                  | 90    | –     |
| Ботев                  | сп. Свежен             | 100   | –     |
| сп. Свежен             | Дунавци                | 70    | –     |
| Дунавци                | Казанлък               | 80    | –     |
| Казанлък               | Черганово              | 70    | –     |
| Черганово              | Николаево              | 100   | –     |
| Николаево              | Твърдица               | 70    | –     |
| Твърдица               | Шивачево               | 75    | –     |
| Шивачево               | сп. Чумерна            | 100   | –     |
| сп. Чумерна            | сп. Орешак             | 60    | –     |
| сп. Орешак             | Гавраилово             | 65    | –     |
| Гавраилово             | сп. Чинтулово          | 90    | –     |
| сп. Чинтулово          | Сливен                 | 100   | –     |
| Сливен                 | Зимница                | 130   | –     |
| Зимница                | Стралджа               | 140   | 140   |
| Стралджа               | Церковски              | 130   | 130   |
| Церковски              | Карнобат               | 130   | 130   |
| Карнобат               | сп. Вълчин             | 80    | 80    |
| сп. Вълчин             | Лозарево               | 80    | 80    |
| Лозарево               | Подвис                 | 80    | –     |
| Подвис                 | РП Прилеп              | 85    | –     |
| РП Прилеп              | РП Ведрово             | 130   | 60    |
| РП Ведрово             | Завет                  | 100   | 100   |
| Завет                  | РП Люляково            | 80    | 80    |
| РП Люляково            | Дъскотна               | 85    | –     |
| Дъскотна               | Търнак                 | 60    | –     |
| Търнак                 | РП Струя               | 80    | –     |
| РП Струя               | Аспарухово             | 100   | 100   |
| Аспарухово             | Комунари               | 80    | –     |
| Комунари               | Юнак                   | 100   | 100   |
| Юнак                   | Синдел разпределителна | 80    | –     |
| Синдел разпределителна | Варна фериботна        | 40    | –     |